# Dadrá
Dadrá é uma cidade e uma das duas talucas (ou subdistrito) do distrito de Dadrá e Nagar Aveli, no território da União de Dadrá e Nagar Aveli e Damão e Diu, na Índia. É um enclave banhado pelo rio Damanganga dentro do estado indiano de Guzerate, situado a poucos quilômetros ao noroeste de Nagar Aveli.
Dadrá está localizada a 6 km a sudeste de Silvassa, a capital do distrito. A taluca de Dadrá é formada pela cidade de Dadrá e pelos núcleos urbanos de Dungra e Nani Tambadi.

## História
Até 1954, Dadrá fazia parte da Índia Portuguesa. Sob o domínio português, Dadrá era uma freguesia do concelho de Nagar Aveli (município). Por sua vez, o concelho de Nagar Aveli fazia parte do distrito de Damão.

## Demografia
Segundo os dados censitários indianos de 2011, a cidade de Dadrá possui uma população de 13.039, dos quais 8.193 são homens, enquanto 4.846 são mulheres.
A população de crianças de 0 a 6 anos é de 1639, o que representa 12,57% da população total de Dadrá. Na cidade, a razão de sexo (homens/mulheres) era de 591 homens a mais, contra a média distrital de 774. Além disso, a razão de sexo nas idades infantis em Dadrá era de cerca de 935 meninos a mais, em comparação com a média do distrito de Dadrá e Nagar Aveli, que era de 926. A taxa de alfabetização da cidade de Dadrá, em 2011, era de 90,51%, superior à média distrital, de 76,24%. Em Dadrá, a alfabetização masculina é de cerca de 94,53%, enquanto a taxa de alfabetização feminina é de 83,23%.

## Infraestrutura
A principal conexão de Dadrá com o restante do território indiano é feita pela Rodovia Estadual nº 185 (SH185), que a liga a Silvassa, Vapi e a Damão.
Segundo o mesmo censo, na cidade há um total de 3.385 casas para as quais se fornece serviços básicos como água e esgoto.